# IC 4875
IC 4875 ist eine Irreguläre Galaxie vom Hubble-Typ Im im Sternbild Teleskopium am Südsternhimmel. Sie ist schätzungsweise 141 Millionen Lichtjahre von der Milchstraße entfernt und hat einen Durchmesser von etwa 30.000 Lichtjahren.

Im selben Himmelsareal befinden sich u. a. die Galaxien IC 4876, IC 4877, IC 4879.
Das Objekt wurde am 31. August 1904 von Royal Harwood Frost entdeckt.